# Relaciones España-Islandia
Las relaciones España-Islandia son las relaciones bilaterales entre el Reino de España y la República de Islandia. Estados miembros de la OTAN, ambos forman parte del espacio Schengen. 

## Relaciones históricas
En 1918, cuando Islandia, mediante el Acta de Unión, se convirtió en Estado soberano, Dinamarca asumió las relaciones exteriores del nuevo Estado, de modo que las Misiones diplomáticas y los Consulados daneses estuvieron también a disposición de los intereses de Islandia. Sin embargo, ya en 1921 llegó a España una misión compuesta por delegados especiales islandeses para negociar con el Gobierno español las tarifas sobre el bacalao. Por otro lado, en 1925, Islandia nombró un representante especial, no diplomático, con residencia en Barcelona para atender los intereses comerciales de su país con todos los países del Mediterráneo.
Cuando en 1944 Islandia se constituyó en República y se separó definitivamente de Dinamarca, el ministro de la Legación de España en Copenhague
representó a España en Islandia en régimen de acreditación múltiple. La fecha formal del establecimiento de relaciones diplomáticas de España con la República de Islandia es el 24 de noviembre de 1949.
En 1966, se elevó el rango a Embajada y desde entonces es el embajador de España en Noruega el que se encuentra acreditado también como Embajador
en Reykjavik y el embajador de Islandia en Francia está acreditado como Embajador en Madrid.

## Relaciones diplomáticas
Las relaciones bilaterales son diplomáticas, relativamente limitadas, si bien de forma periódica se realizan contactos sobre asuntos de interés común. Cabe destacar que en los años 1980 se produjo un intercambio de visitas de Estado: en 1985, la entonces presidenta de Islandia, Vigdís Finnbogadóttir, realizó una visita a España que fue devuelta por los Reyes de España en 1989. Los días 17 a 20 de febrero de 2014 el presidente islandés efectuó una visita a Madrid y Barcelona, en el marco de la cual mantuvo una entrevista con el Rey.

## Relaciones económicas
Los principales flujos bilaterales son de naturaleza comercial y turística. Desde el punto de vista comercial, cabe señalar que España se encuentra sistemáticamente entre los 10 primeros clientes de Islandia, debido a la importación masiva de pescado. No ocurre así en sentido contrario, por lo que la balanza comercial es sistemáticamente desfavorable a España, con una tasa de cobertura que apenas alcanza el 31%.
En cuanto al turismo, unos 40.000 islandeses visitan anualmente España, lo que se frenó drásticamente por efecto de la crisis y la depreciación de la corona islandesa, disminuyendo el número de turistas islandeses a 24.437 en 2012. A partir de dicho año se ha recuperado el crecimiento, y los turistas islandeses a España han sido 43.016 en 2013 y 54.014 en 2014. El destino español más visitado es Canarias (24.016 turistas en 2014, con un decremento del -12,8% respecto del año anterior). La apreciación del euro ha impulsado el incremento de los turistas españoles en Islandia, que pasó de 10.438 personas en 2008 a 13.771 en 2009, para bajar a 12.237 en 2010. En 2012, unos 15.278 españoles viajaron a
Islandia, número que ascendió a 17.017 en 2013. En 2014, unos 20.932 turistas españoles visitaron Islandia.

## Misiones diplomáticas
- España cuenta con un consulado-honorario en Reykiavik. La representación de España en Islandia se realiza desde su embajada en Oslo, Noruega.[4]
- Islandia cuenta con consulados-honorarios en Madrid y Barcelona. La representación de Islandia en España se realiza desde su embajada en París, Francia.[5]